# Cúp các câu lạc bộ đoạt cúp bóng đá quốc gia châu Á 2001–02
Cúp các câu lạc bộ đoạt cúp bóng đá quốc gia châu Á 2001–02 (tiếng Anh: 2001–02 Asian Cup Winners' Cup) là mùa giải thứ 12 của giải đấu bóng đá  tổ chức bởi Liên đoàn bóng đá châu Á dành cho các câu lạc bộ đoạt cúp quốc gia của các nước thành viên. Đây cũng là mùa giải cuối cùng của Cúp các câu lạc bộ đoạt cúp bóng đá quốc gia châu Á trước khi được hợp nhất với Cúp C1 châu Á để trở thành AFC Champions League kể từ năm 2002. 26 đội bóng tham dự thi đấu theo thể thức loại trực tiếp, chọn ra 8 đội thi đấu vòng chung kết.

## Vòng 1

### Tây Á
| Đội 1               | TTS       | Đội 2                  | Lượt đi | Lượt về |
| ------------------- | --------- | ---------------------- | ------- | ------- |
| Al Sadd             | 2-2(5-3p) | Fajr Sepasi            | 1-1     | 1-1     |
| Al-Sha'ab Hadramaut | 3-7       | Al Wahdat              | 3-2     | 0-5     |
| Al Ain              | (w/o)1    | Al Salmiya             |         |         |
| Al Aqsa             | 4-4(a)    | Al-Quwa Al-Jawiya      | 1-0     | 3-4     |
| Teshrin             | 3-4       | Al Hilal               | 2-3     | 1-1     |
| Nisa Aşgabat        | 2-4       | Regar-TadAZ Tursunzoda | 1-0     | 1-4     |
| SKA-PVO Bishkek     | 3-4       | Pakhtakor Tashkent     | 2-1     | 1-3     |

1 Al Salmiya bỏ cuộc

### Đông Á
| Đội 1             | TTS  | Đội 2                         | Lượt đi | Lượt về |
| ----------------- | ---- | ----------------------------- | ------- | ------- |
| South China       | Hủy1 | Negombo Youth SC              |         |         |
| Quân đội Pakistan | Hủy2 | Công an Thành phố Hồ Chí Minh |         |         |
| Victory           | 4-2  | PSM Makassar                  | 3-0     | 1-2     |

1 Negombo Youth SC bỏ cuộc.
2 Đại diện của Pakistan bỏ cuộc.

## Vòng 2

### Tây Á
| Đội 1              | TTS | Đội 2                  | Lượt đi | Lượt về |
| ------------------ | --- | ---------------------- | ------- | ------- |
| Al-Shabab          | 2-3 | Al-Sadd                | 0-0     | 2-3     |
| Al Wahdat          | 2-3 | Al-Ain                 | 2-1     | 0-2     |
| Al-Hilal           | 7-1 | Al Aqsa                | 5-0     | 2-1     |
| Pakhtakor Tashkent | 3-5 | Regar-TadAZ Tursunzoda | 2-2     | 1-3     |

### Đông Á
| Đội 1                   | TTS  | Đội 2                         | Lượt đi | Lượt về |
| ----------------------- | ---- | ----------------------------- | ------- | ------- |
| South China             | 3-8  | Shimizu S-Pulse               | 3-2     | 0-6     |
| Jeonbuk Hyundai Motors  | 12-0 | Victory                       | 8-0     | 4-0     |
| Trùng Khánh Lifan       | 9-1  | Công an Thành phố Hồ Chí Minh | 8-1     | 1-0     |
| Royal Thai Air Force FC | 1-5  | Home United                   | 1-0     | 0-5     |

| Trùng Khánh Lifan | 8–1      | Công an Thành phố Hồ Chí Minh |
| ----------------- | -------- | ----------------------------- |
|                   | Chi tiết | Hoàng Vương                   |

| Công an Thành phố Hồ Chí Minh | 0–1      | Trùng Khánh Lifan |
| ----------------------------- | -------- | ----------------- |
|                               | Chi tiết | Xu Xin 40'        |

Trùng Khánh Lifan thắng với tổng tỷ số 9-1.

## Tứ kết

### Tây Á
| Đội 1                  | TTS    | Đội 2    | Lượt đi | Lượt về |
| ---------------------- | ------ | -------- | ------- | ------- |
| Al-Sadd                | 2-2(a) | Al-Ain   | 1-0     | 1-2     |
| Regar-TadAZ Tursunzoda | 0-5    | Al-Hilal | 0-2     | 0-3     |

### Đông Á
| Đội 1                  | TTS     | Đội 2             | Lượt đi | Lượt về |
| ---------------------- | ------- | ----------------- | ------- | ------- |
| Jeonbuk Hyundai Motors | 3-3 (a) | Shimizu S-Pulse   | 1-1     | 2-2     |
| Home United            | 0-4     | Trùng Khánh Lifan | 0-2     | 0-2     |

## Bán kết
| Al Sadd | 0–1 | Al-Hilal          |
| ------- | --- | ----------------- |
|         |     | Edmilson Dias 49' |

| Jeonbuk Hyundai Motors | 2–0 | Trùng Khánh Lifan |
| ---------------------- | --- | ----------------- |
| Park Sung Bae 20' 85'  |     |                   |

## Tranh hạng ba
| Al-Sadd           | 0–0 (s.h.p.) | Trùng Khánh Lifan |
| ----------------- | ------------ | ----------------- |
|                   |              |                   |
| Loạt sút luân lưu |              |                   |
|                   | 7-6          |                   |

## Chung kết
| Al-Hilal                               | 2–1 (s.h.p.) | Jeonbuk Hyundai Motors      |
| -------------------------------------- | ------------ | --------------------------- |
| Edmilson Dias 49' · Hussein Al-Ali 98' |              | Julio Cesar Gouveia 73' (p) |

| Vô địch Cúp các câu lạc bộ đoạt cúp bóng đá quốc gia châu Á 2001–02 Al-Hilal Lần thứ hai |